# Митрофанова (Пермский край)
Митрофанова — деревня в составе Чердынского городского округа Пермского края.

## Географическое положение
Деревня расположена в 6 километрах по прямой на север от поселка Керчевский.

## Климат
Климат умеренно-континентальный с продолжительной холодной и снежной зимой и коротким летом. Снежный покров удерживается 170-190 дней. Средняя высота снежного покрова составляет более 70 см, в лесу около 1 метра. В лесу снег сохраняется до конца мая. Продолжительность безморозного периода примерно 110 дней.

## История
До января 2020 года деревня входила в Керчевское сельское поселение Чердынского района до его упразднения, ныне рядовой населенный пункт Чердынского городского округа.

## Население
Постоянное население деревни было 9 человек, русских 100% (2002), 7 человек (2010).                  
| 2010 |
| ---- |
| 7    |